# Museu Público Municipal de Descalvado
O Museu Público Municipal de Descalvado é um museu público localizado em Descalvado, município brasileiro do interior do estado de São Paulo. O museu O museu fica no antigo armazém da Fepasa, na Rua Dom Pedro II, no centro da cidade. Após reforma e ampliação no ano de 2023, o museu levará nome de “Maria Lúcia Sawaya Jank” e será reinaugurado com uma nova exposição permanente.

## Acervo
O museu conta com mostras itinerantes sobre episódios relevantes da história da cidade e sobre tradições da sociedade local. Dentre seu acervo permanente, o museu oferece coleções de descalvadenses ilustres como a ex-jogadora de basquete Maria Helena Cardoso o ícone da rádio no Brasil Nhô Totico, do qual conta com aproximadamente 5 mil objetos, entre móveis, documentos, fotografias, prêmios e cartas trocadas com celebridades e autoridades políticas de importância nacional e com amigos e fãs da cidade-natal.